# Cuscuta macrolepis
Cuscuta macrolepis là một loài thực vật có hoa trong họ Bìm bìm. Loài này được R.C. Fang & S.H. Huang mô tả khoa học đầu tiên năm 1985.